# Xucú
Xucú es una población del estado de Yucatán, México, comisaría del municipio de Seyé.

## Toponimia
El nombre (Xucú) proviene del idioma maya.

## Hechos históricos
- En 1910 cambia su nombre de San Antonio Xukú a Xukú.
- En 1980 cambia a Kukú.
- En 1990 cambia a Xucú.
- En 1995 cambia a Xukú.
- Actualmente se llama Xucú.

## Importancia histórica
Tuvo su esplendor durante la época del auge henequenero y emitió fichas de hacienda las cuales por su diseño son de interés para los numismáticos. Dichas fichas acreditan la hacienda como propiedad de Marcos Duarte en 1888.

## Demografía
Según el censo de 2005 realizado por el INEGI, la población de la localidad era de 0 habitantes.
| 212                         | 503 | 185 | 163 | 142 | 152 | 142 | 168 | 128 | 13 | ? | ? | 0 |
| (Fuente: INEGI [Consultar]) |     |     |     |     |     |     |     |     |    |   |   |   |

## Galería

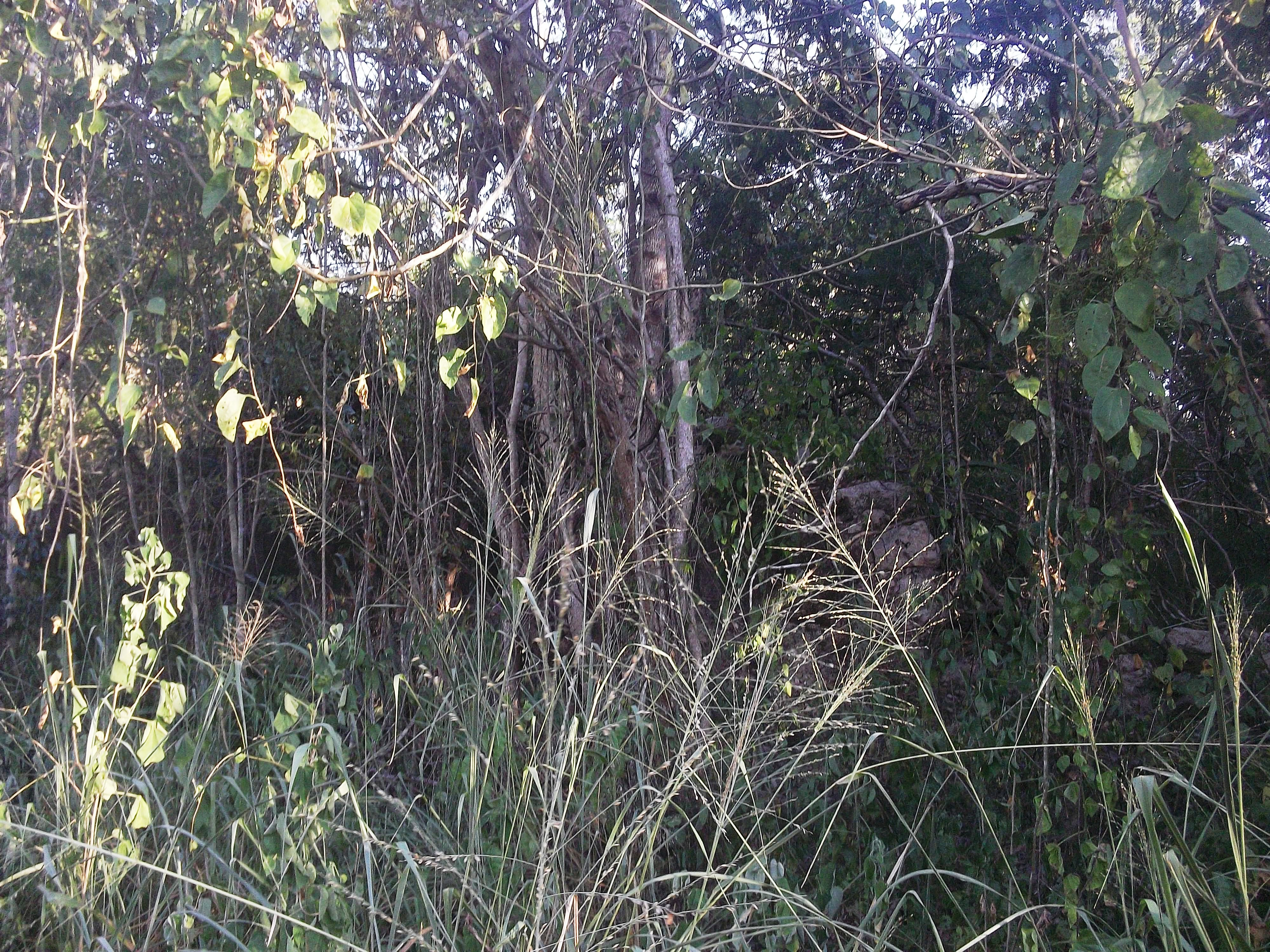
Vista de la hacienda de Xucú.
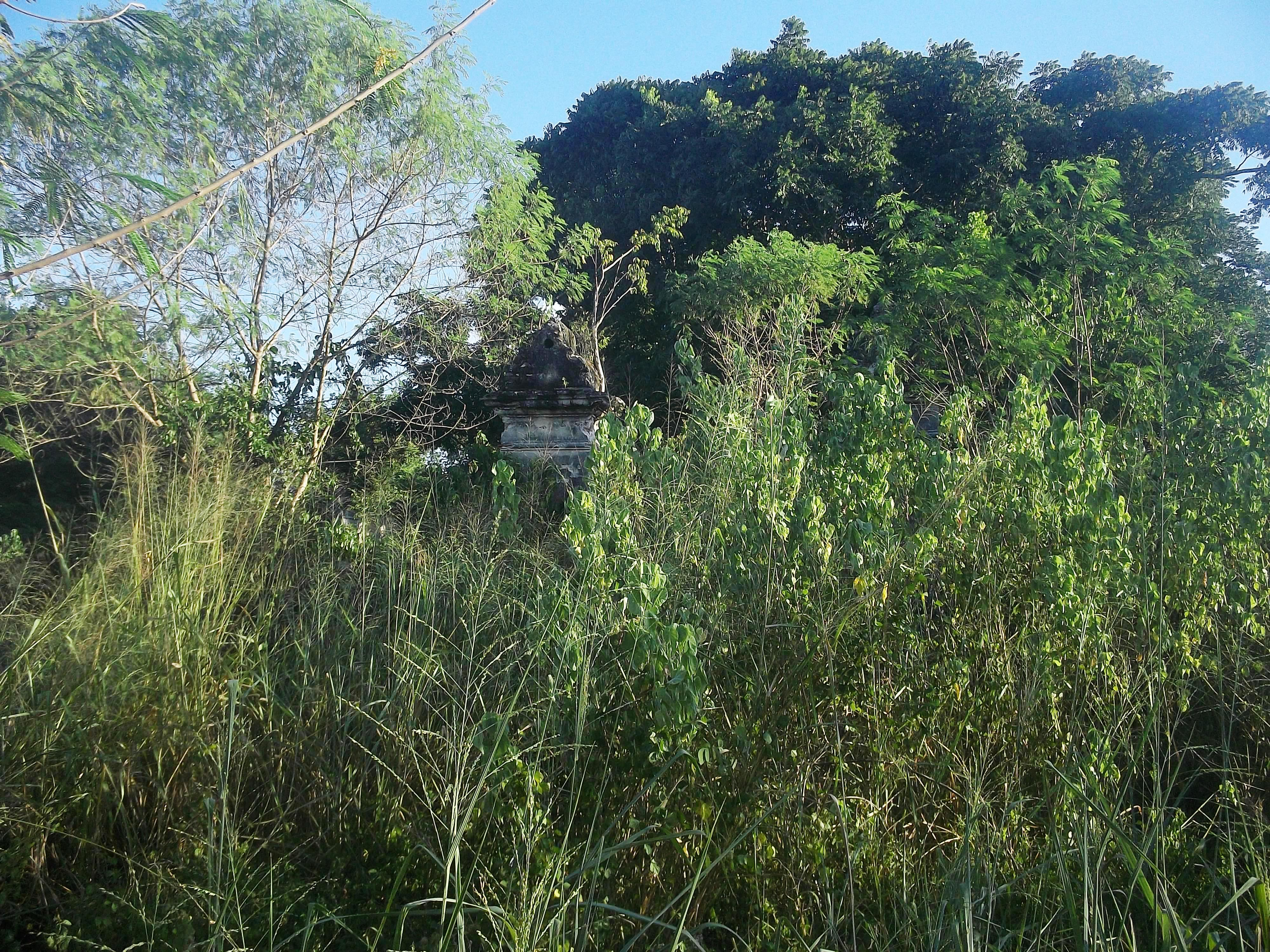
Vista de la hacienda de Xucú.
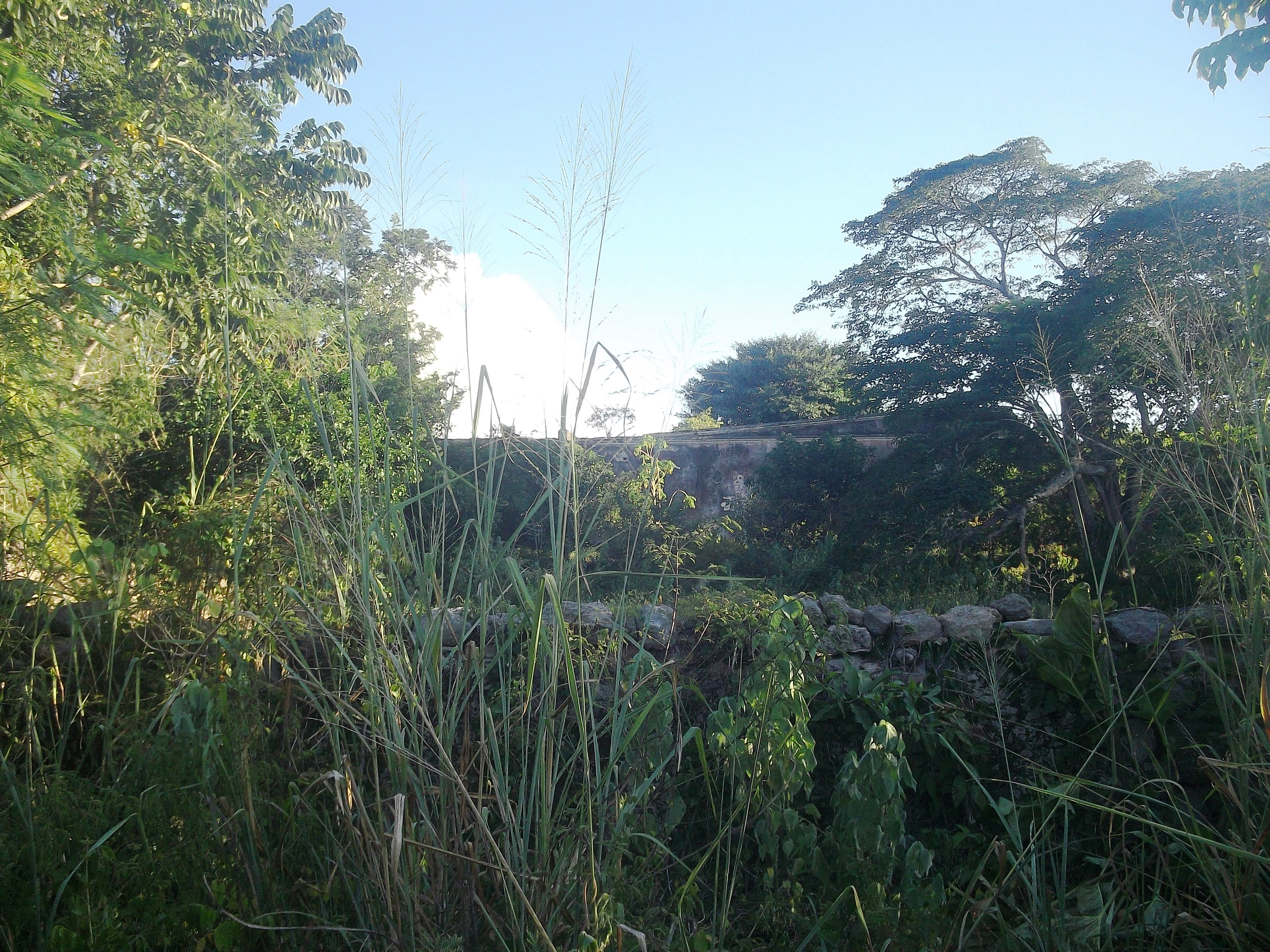
Vista de la hacienda de Xucú.
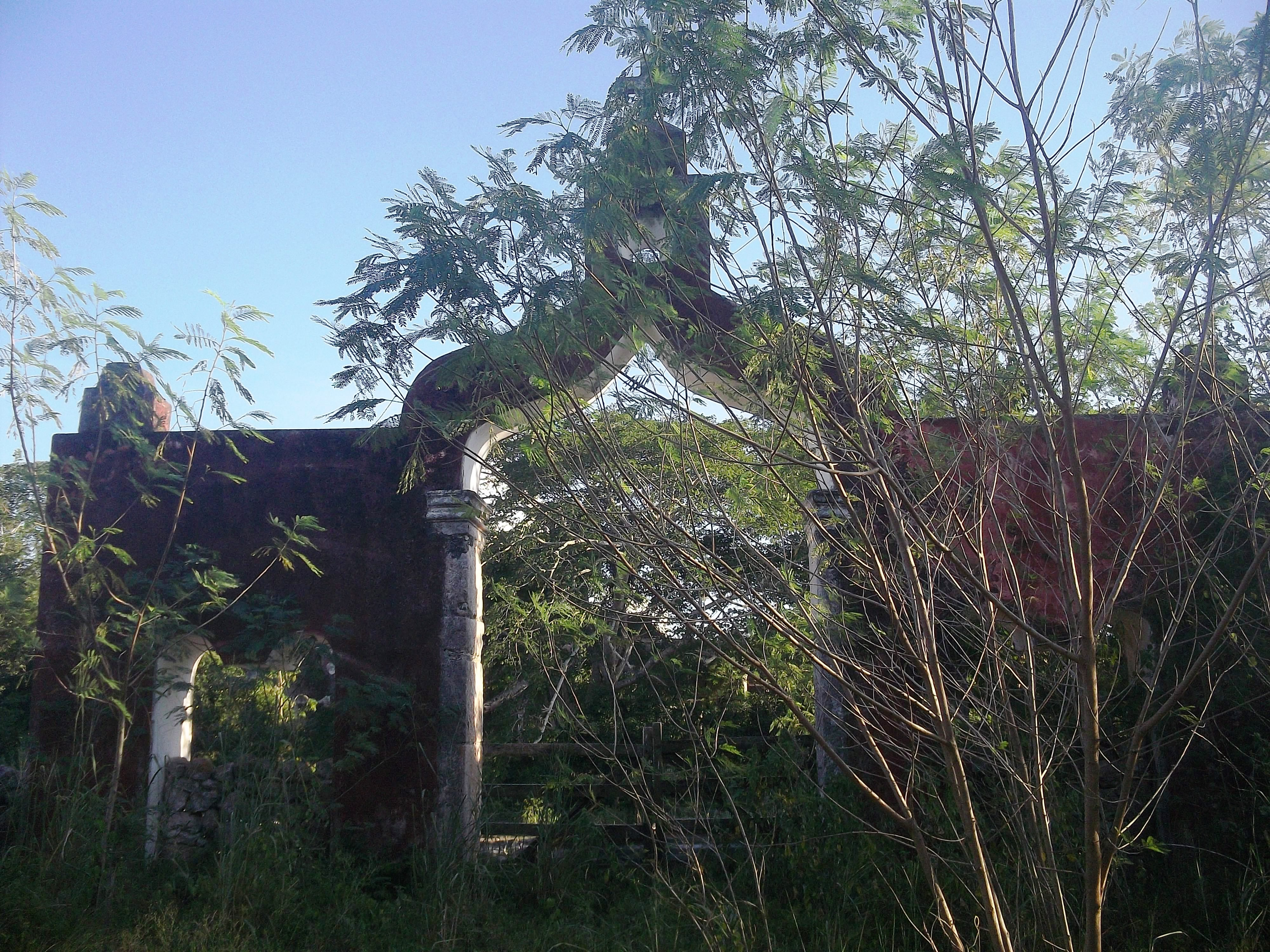
Vista de la hacienda de Xucú.
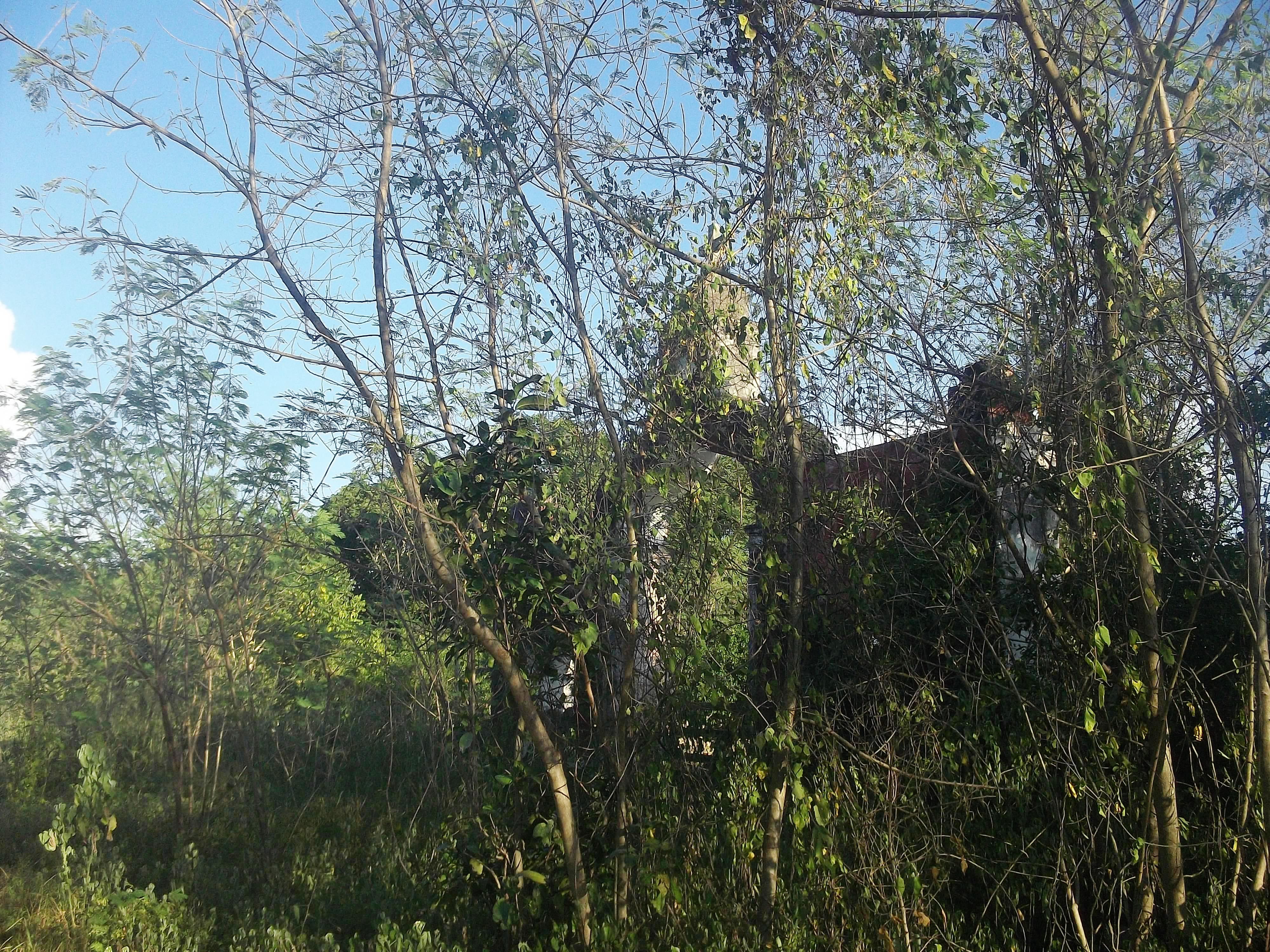
Vista de la hacienda de Xucú.
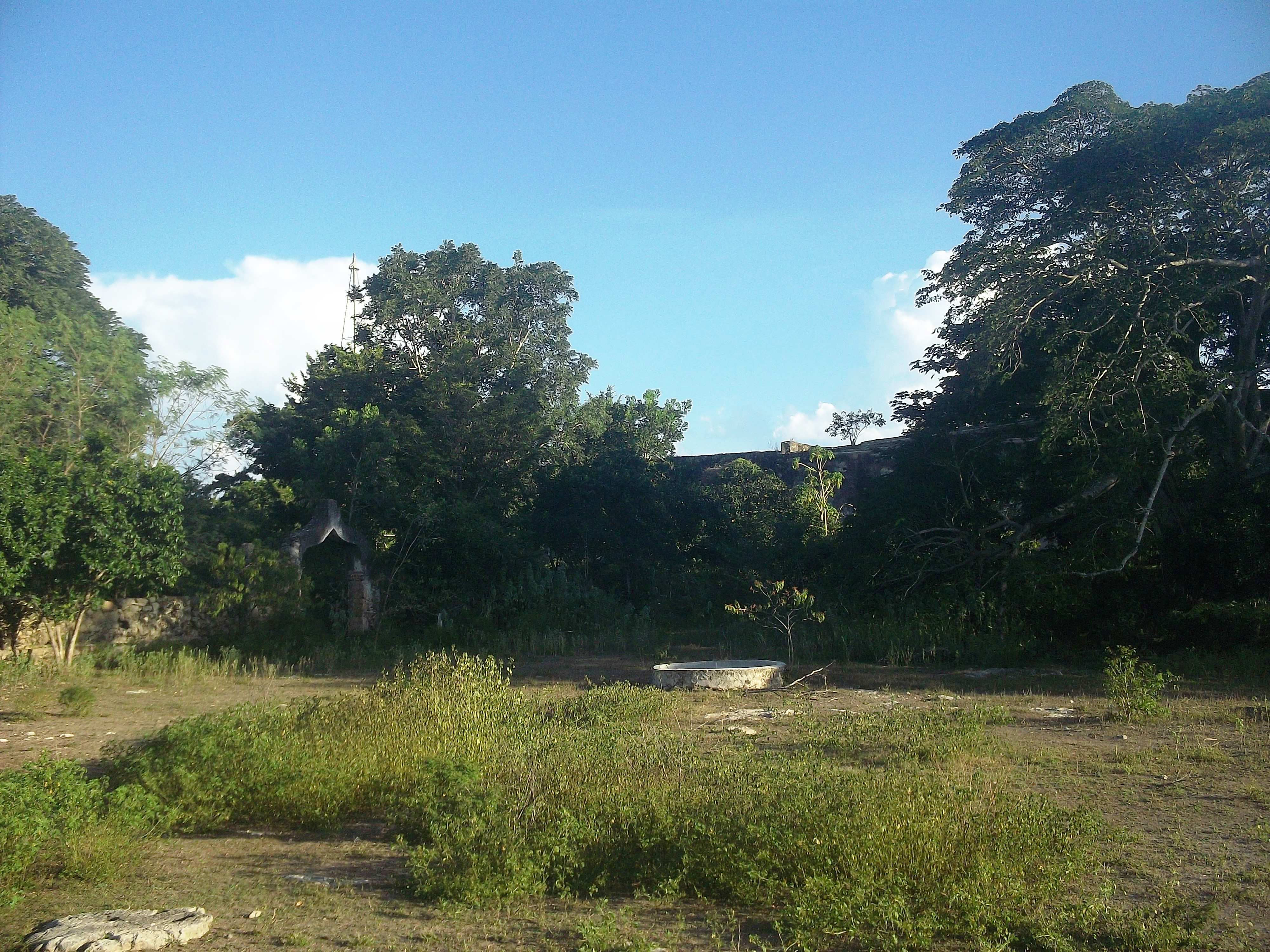
Vista de la hacienda de Xucú.
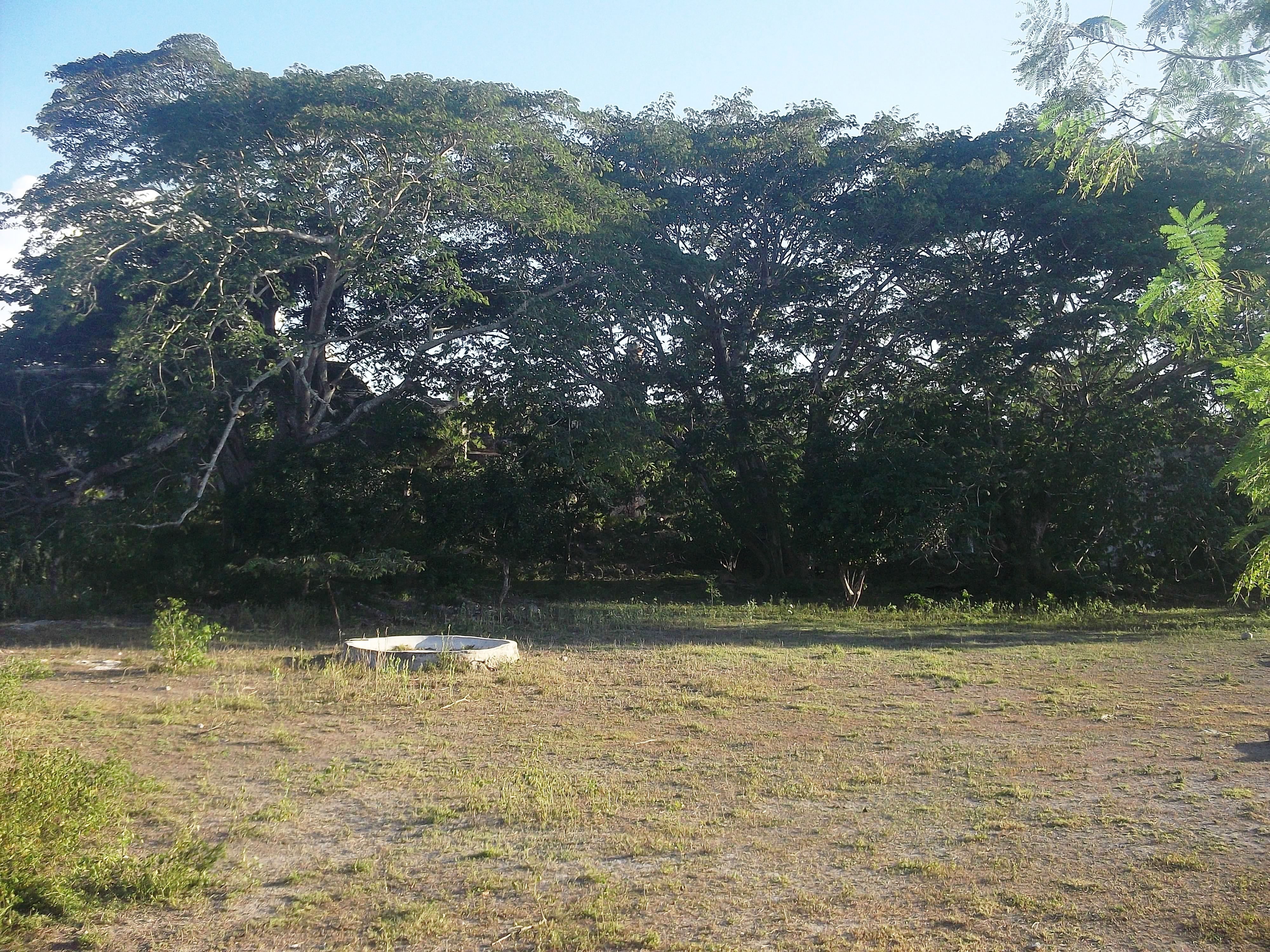
Vista de la hacienda de Xucú.
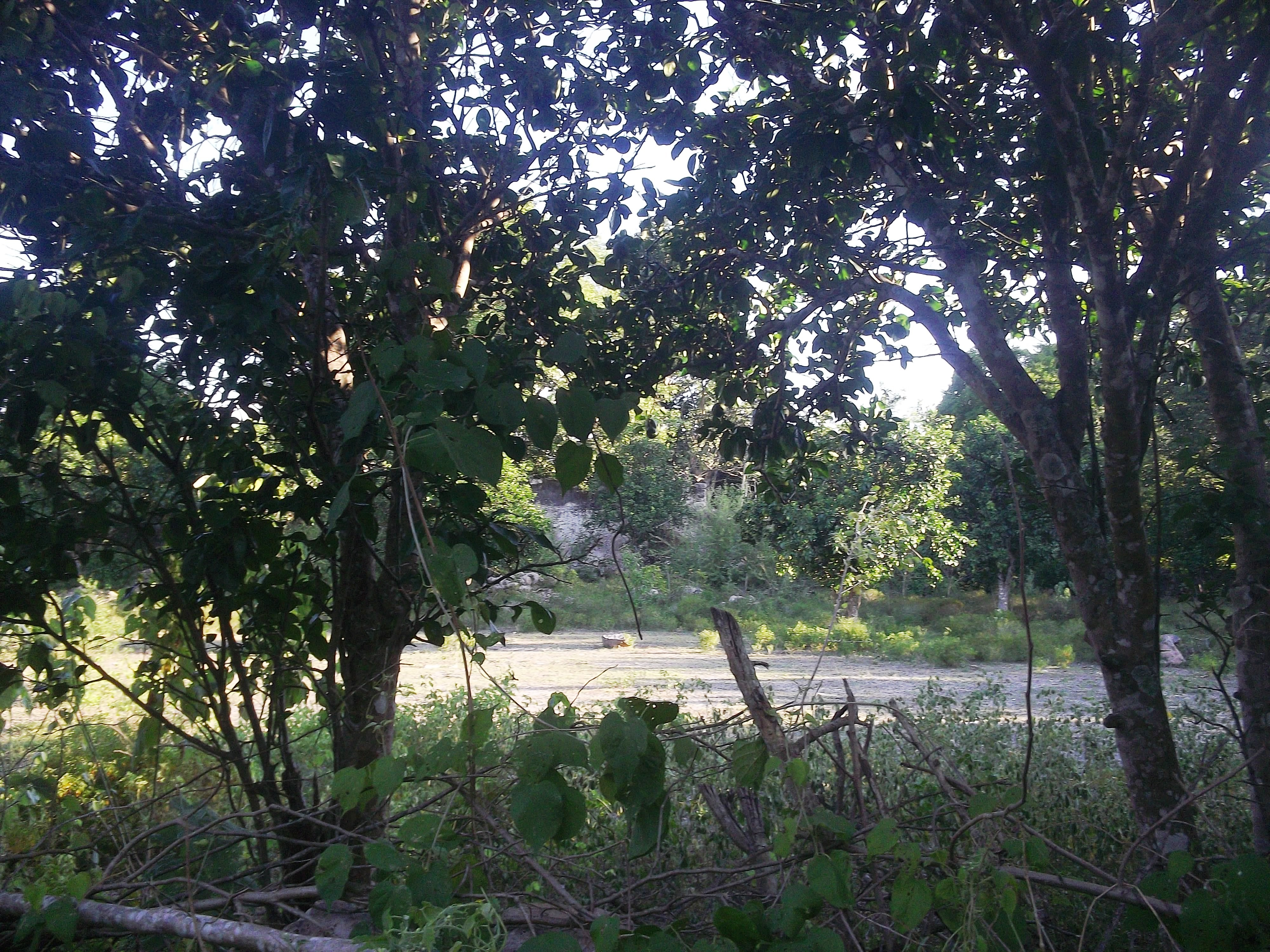
Vista de la hacienda de Xucú.
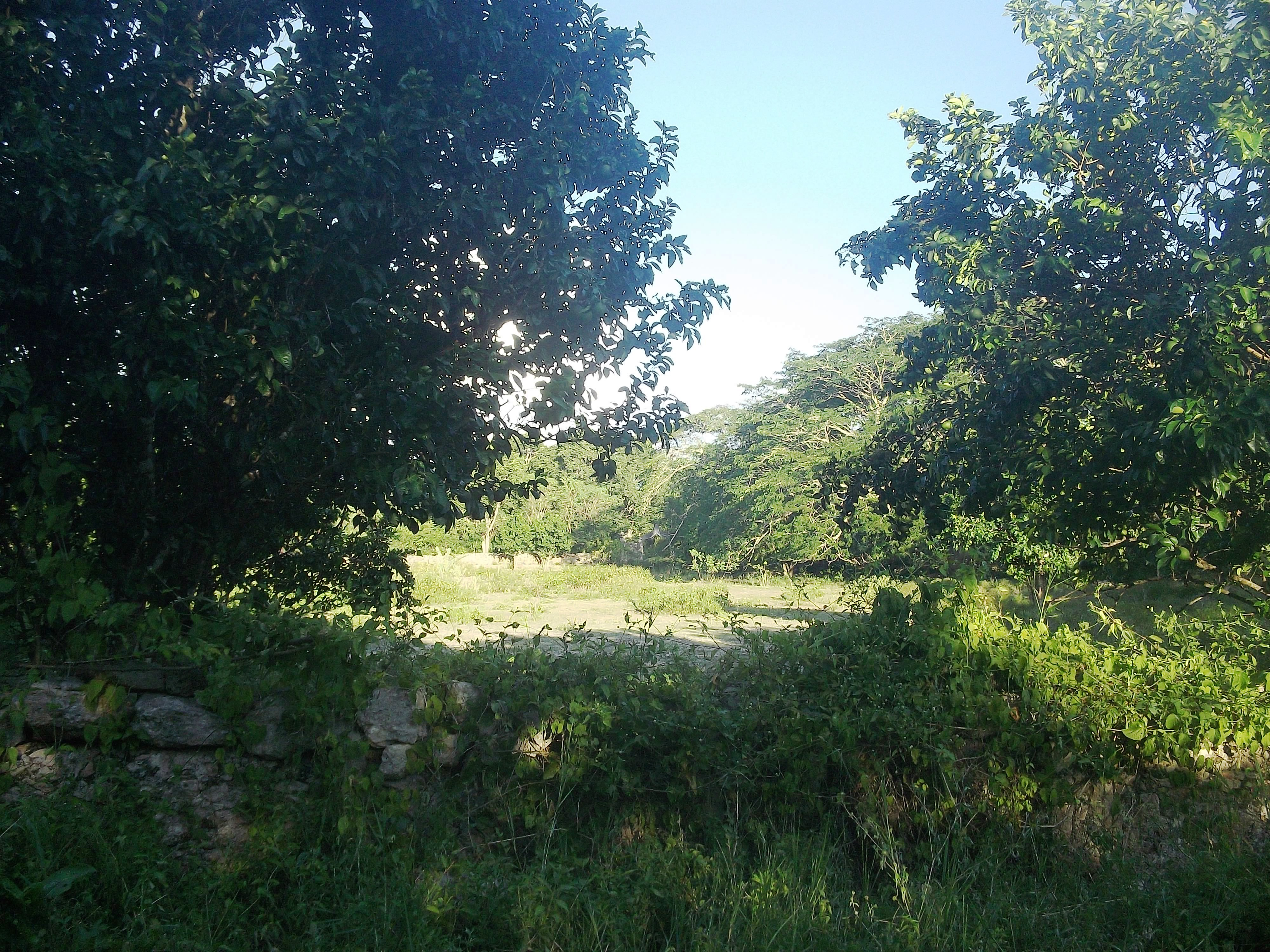
Vista de la hacienda de Xucú.
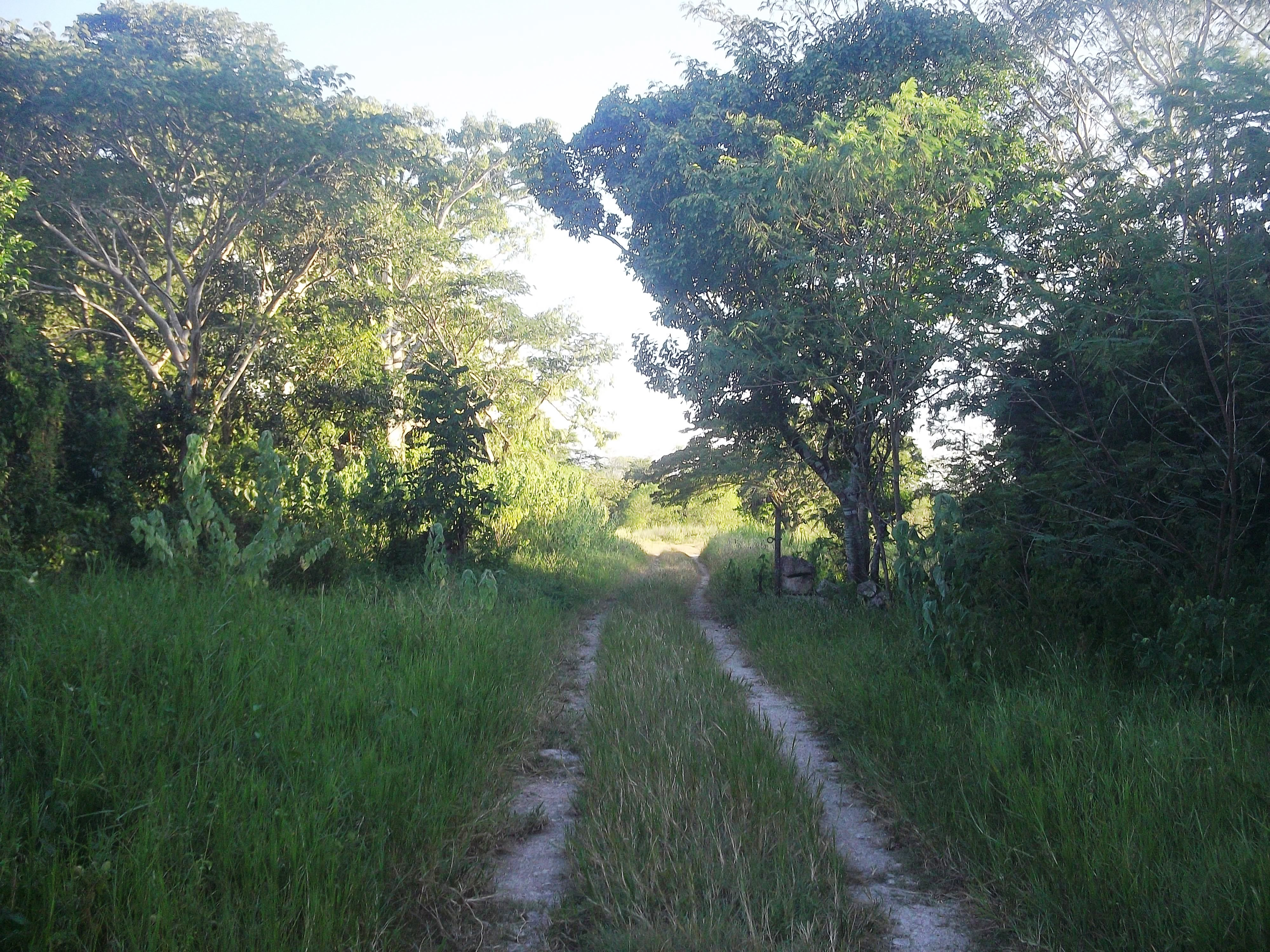
Vista de la hacienda de Xucú.
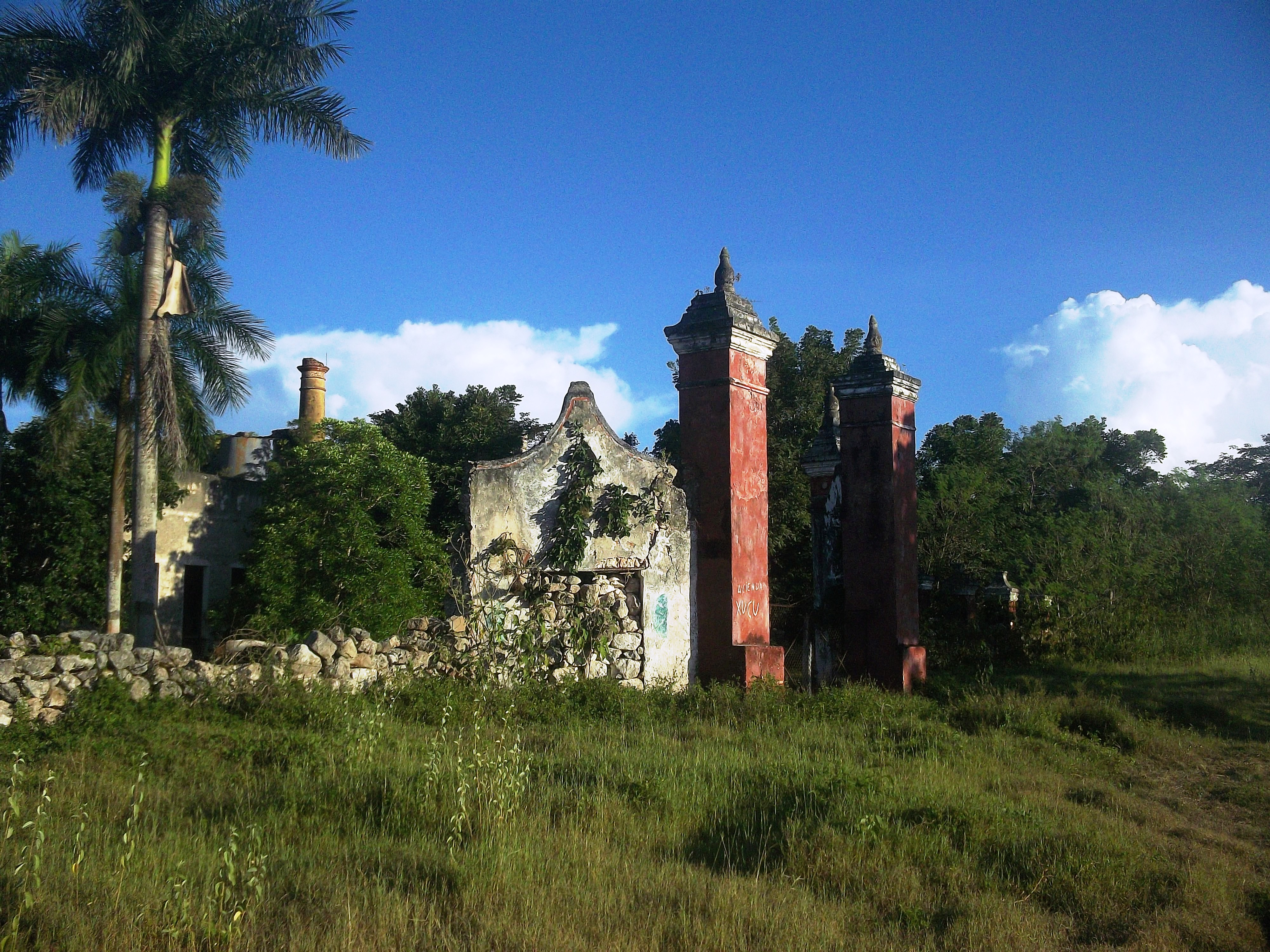
Vista de la hacienda de Xucú.
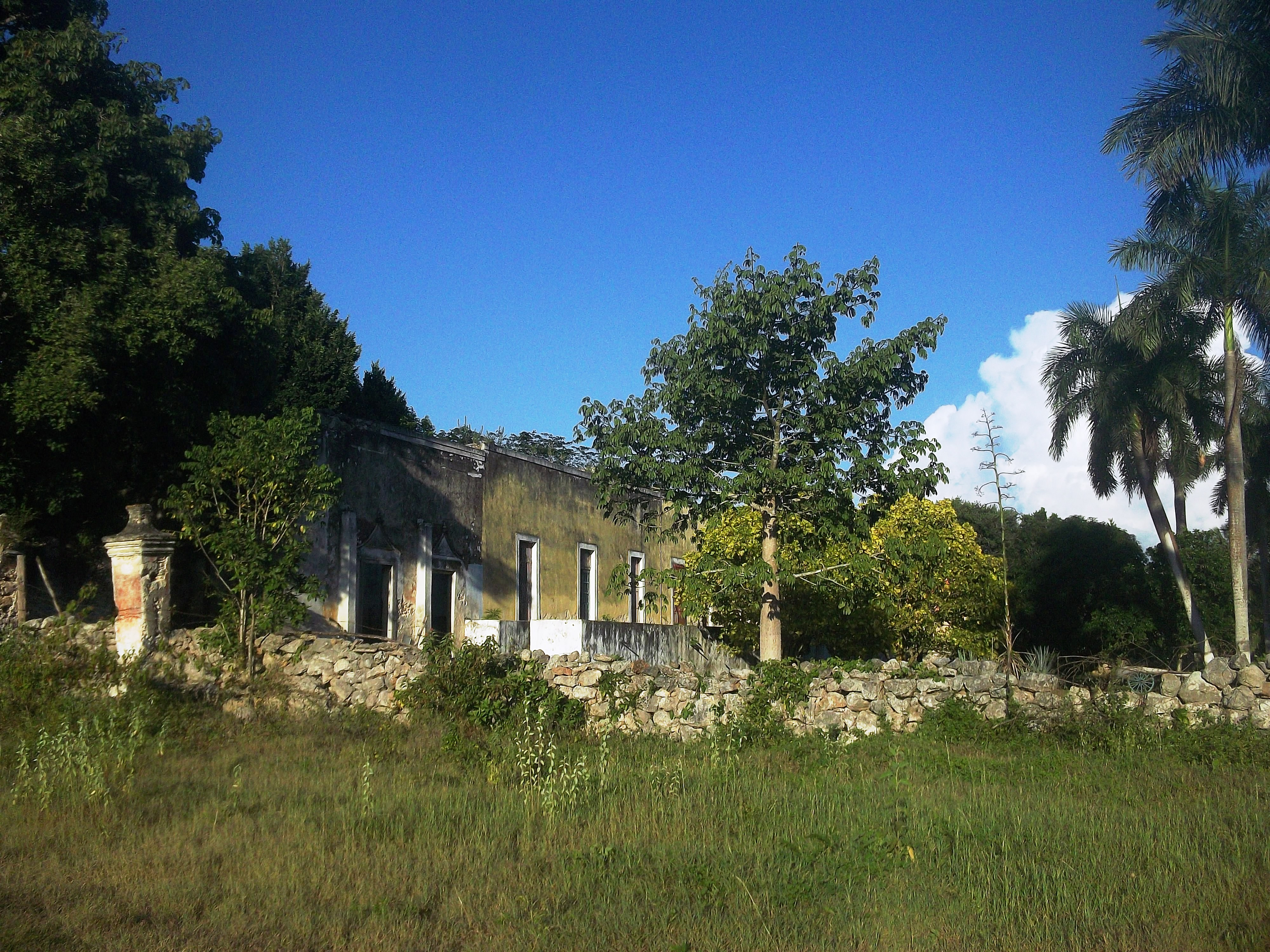
Vista de la hacienda de Xucú.
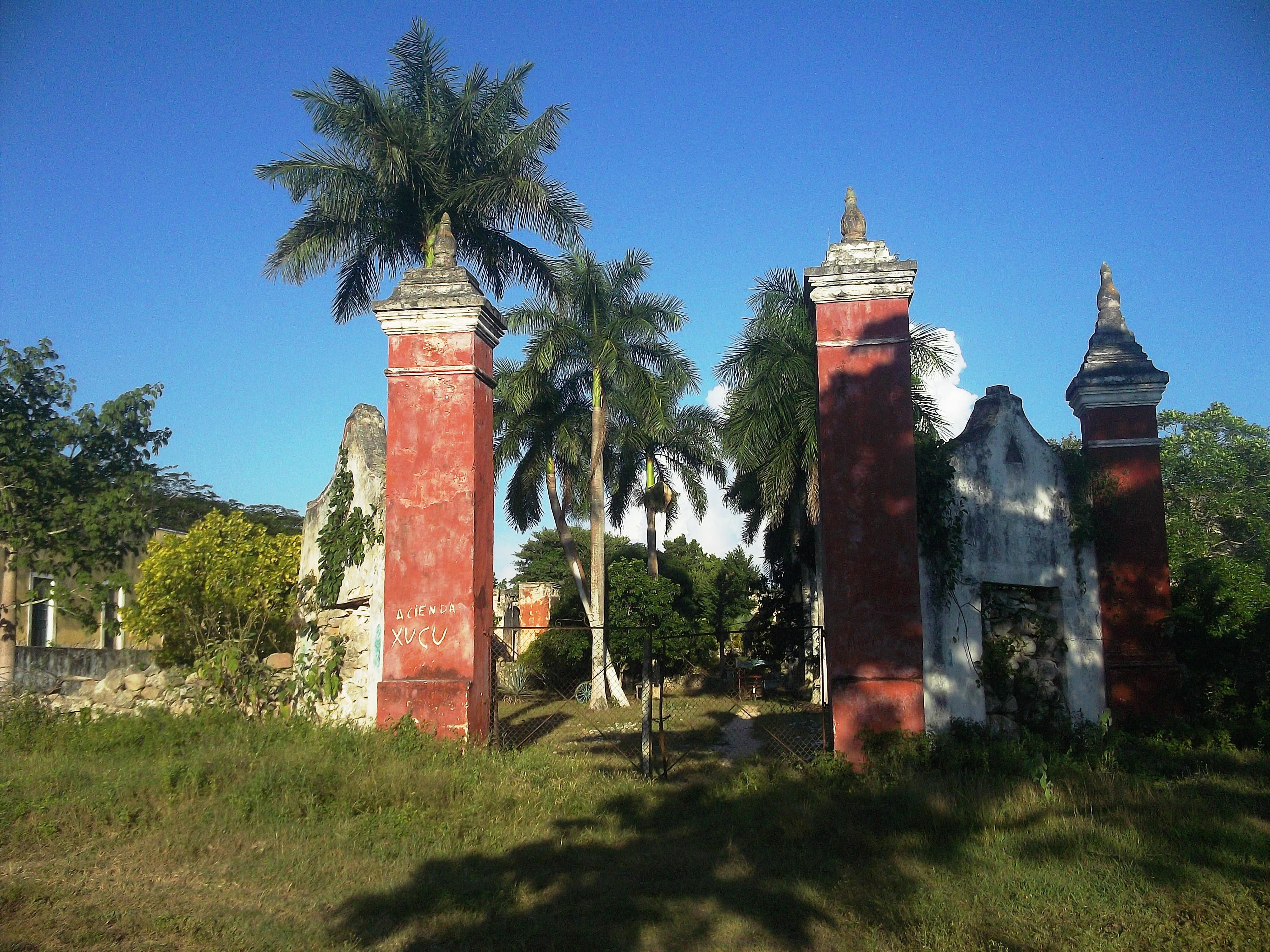
Vista de la hacienda de Xucú.
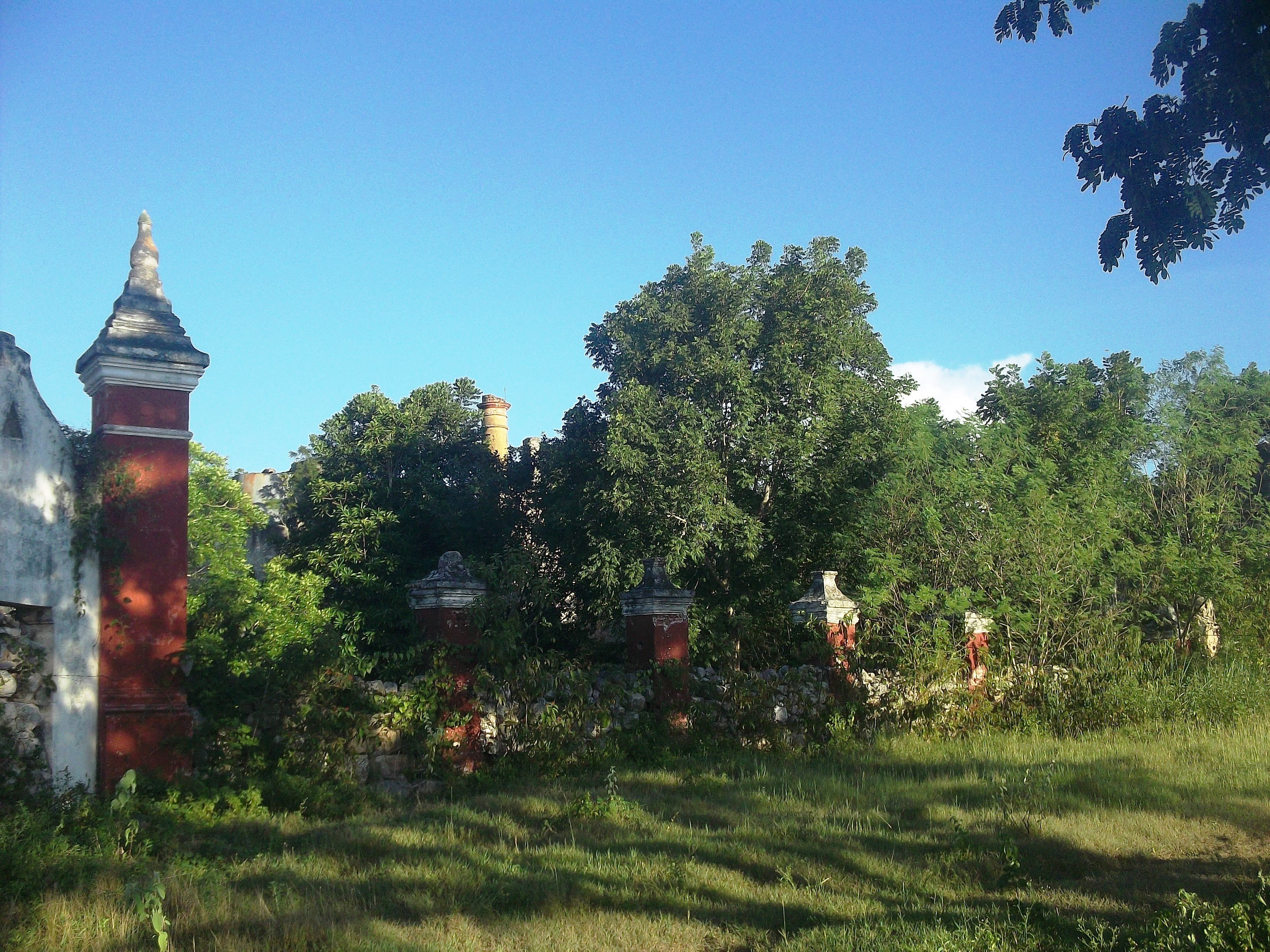
Vista de la hacienda de Xucú.
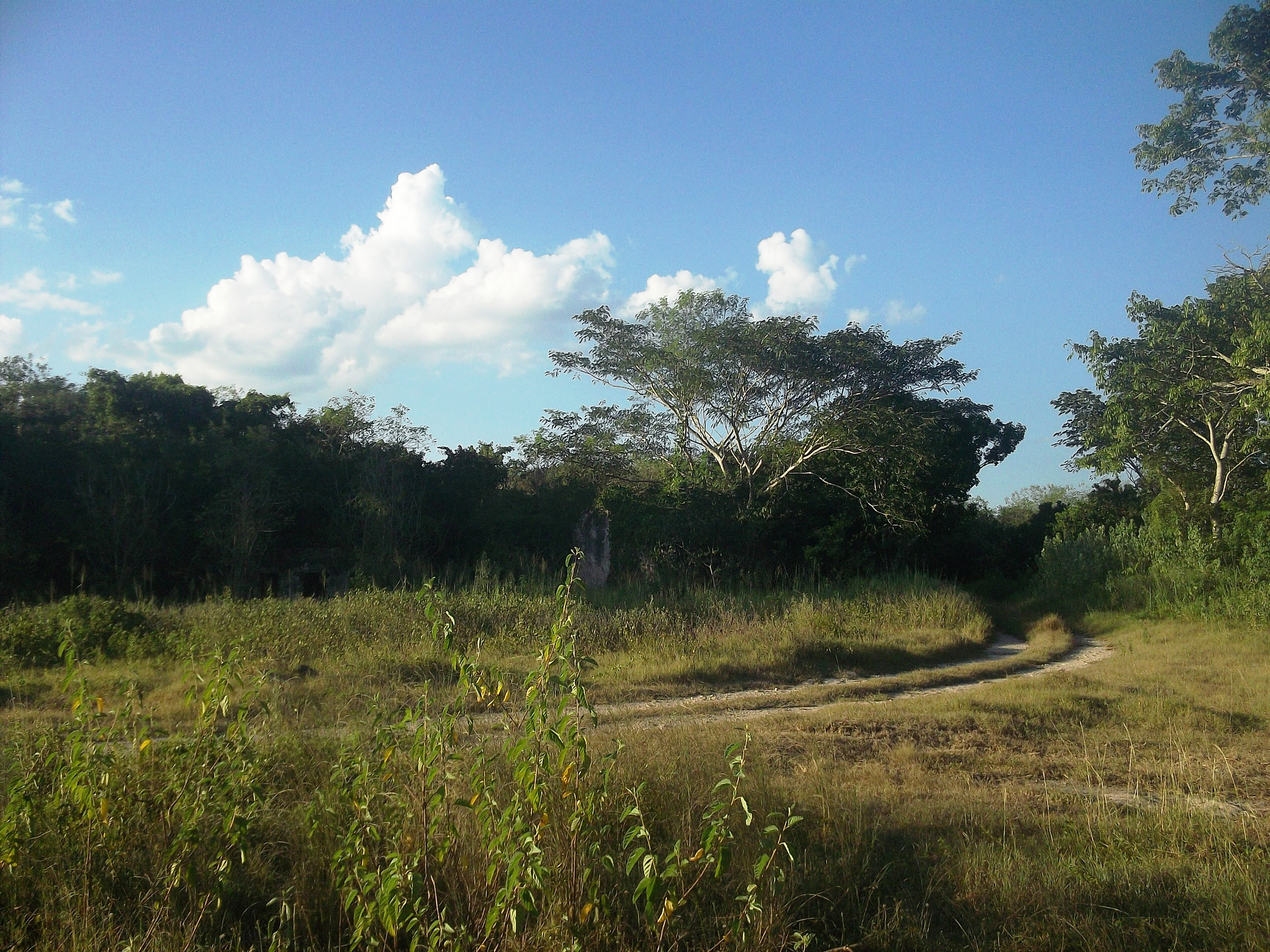
Vista de la hacienda de Xucú.
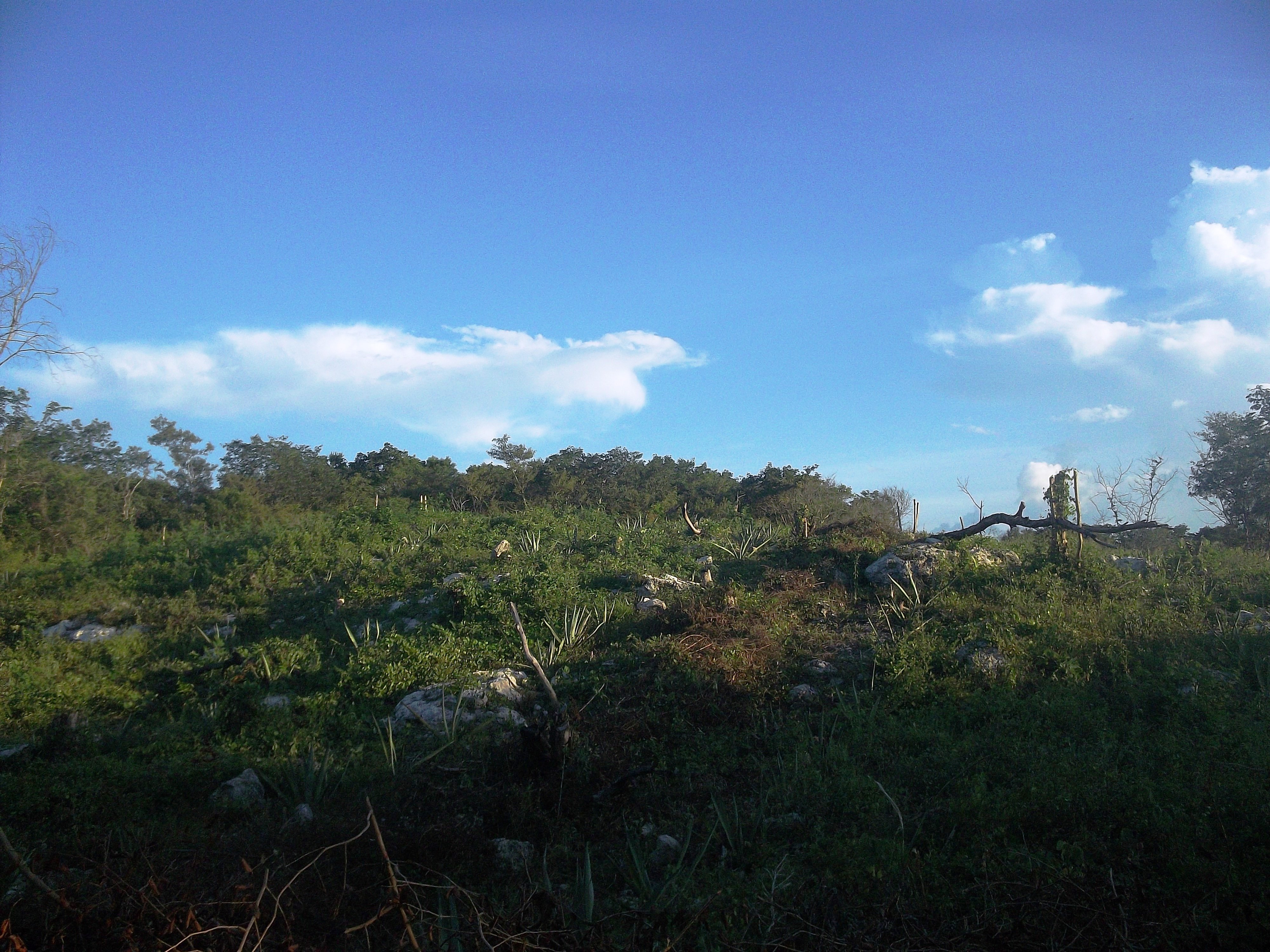
Vista de la hacienda de Xucú.